# Mark Adamo
Mark Adamo (Philadelphia, 1962) is een Amerikaans componist en librettist.

## Biografie
Mark Adamo werd geboren in Willingboro Township (New Jersey). Na zijn opleiding aan de Holy Cross High School in New Jersey bezocht hij de New York-universiteit waar hij de Paulette Goddard Remarque Scholarship ontving voor zijn buitengewone verdiensten in compositie. Hij ging verder studeren aan de Katholieke Universiteit van Amerika (Washington, D.C.) en behaalde cum laude een graad in compositie (Bachelor of Music).

## Carrière
Naast zijn voornaamste werk als componist en librettist van de hooglijk gewaardeerde opera Little Women, was hij van 2001 tot 2006 vaste componist bij de New York City Opera. Tevens componeerde hij de symfonische cantate "Late Victorians", "Four Angels" concert voor harp en orkest en zes grote koorwerken.

## Privé
Adamo, die openlijk homo is, heeft met zijn echtgenoot componist John Corigliano in New York gewoond. Zij werden in Californië door dirigent Marin Alsop in augustus 2008 in de echt verbonden.

## Werken

### Opera
- Little Women (1998)
- Avow, een 10-minuten kamer opera (1999)
- Lysistrata (of The Nude Goddess) (2005)
- The Gospel of Mary Magdalene (2013)
- Becoming Santa Claus (2015)

### Selectie andere werken
- Late Victorians" voor zanger, spreker, en kamerorkest (1994, rev. 2007: 25 minuten)
- Four Angels: concert voor harp en orkest (2006: 25 minuten)
- Alcott Music (uit de opera Little Women, voor strijkers en percussie (1999, rev. 2007; 18 minuten)
- Regina Coeli, voor harp en strijkers (2007; 8 minuten)
- "Overture to Lysistrata" voor orkest (2006: 4 minuten)
- Garland for SSAA koor en piano of piano en kamerensemble (2006; 15 minuten)
- "Cantate Domino: Etude op Psalm 97" voor dubbel SATB koor en piano met sopraan solo (1999, rev. 2009: 12 minuten)
- Matewan Music: drie folk songs voor SATB koor a capella met sopraan solo (1995, rev. 2009; 13 minuten)
- The Poet Speaks of Praising voor SATB of TTBB koor a capella (1995, rev. 2009: 6 minuten)
- "Supreme Virtue," voor dubbel SATB koor a capella (1997, rev. 2009: 6 minuten)
- "Pied Beauty" voor SATB koor a capella (1995, rev. 2009; 4 minuten)
- "God's Grandeur," voor SATB koor a capella (1995, rev. 2009; 4 minuten)
- The Racer's Widow, een cyclus van vijf songs voor mezzosopraan, piano en cello (2009: 15 minuten)